# یانی سیوینن
یانی سیوینن (به انگلیسی: Jani Sievinen) (زادهٔ ۳۱ مارس ۱۹۷۴) شناگر اهل فنلاند است.